# 徐琦
徐琦（1386年—1453年），字良玉。寧夏籍，祖上為浙江錢塘人。明朝政治人物。

## 生平
永樂十三年（1415年），徐琦中進士，授行人，后歷任兵部員外郎。宣德六年，升右通政。出使安南。后拜南京兵部右侍郎。正統初年，與工部侍郎鄭辰考察南畿有司。正統五年，晋升南京兵部尚書，參贊機務。景泰元年，與靖遠伯王驥負責南京兵部事。景泰四年去世，謚貞襄。

## 轶事
- 徐琦自幼聪明过人，读起书来过目不忘，有“塞上神童”之譽。
- 永乐十年（公元1412年），二十七岁的徐琦高中进士，成为明代宁夏的第一位进士。
- 徐琦一生最大的亮点，就是他是明朝一位出色的外交家，特别是保持大国使节的清廉形象，拒绝接受安南方面给他们的赠物，不辱外交官的使命，受到安南人的尊敬和好评。
- 徐琦第二次出使安南胜利回国以后，明宣宗给了他丰厚的赏赐。为了表彰徐琦的功劳，特别撤销了原来对他祖父发配宁夏守边的处罚，恢复了徐家一门在宁夏的民籍。
- 正统十四年(公元1449年)，在他担任兵部尚书时，朝廷要将调出南京的军队家属几万人由南京迁到北方去，军队和家属都不愿离开南京，军心不稳，徐琦向皇帝上书，提出动迁几万家属，人心动摇，恐怕会出大事。皇帝接受徐琦意见，没有让军队家属北迁，避免了一场可能发生的大动荡。
- 朝廷批准了徐琦提出的在全国卫所地区仿照内地州县设立儒学的建议，使全国边疆卫所地方(包括宁夏在内)都普遍开办正规学校，这对发展边疆文化，培养边疆建设人才，促进国防巩固都起到了重要的作用。